# Boultonia
Boultonia es un género de foraminífero bentónico de la subfamilia Boultoniinae, de la familia Schubertellidae, de la superfamilia Fusulinoidea, del suborden Fusulinina y del orden Fusulinida. Su especie tipo es Boultonia willsi. Su rango cronoestratigráfico abarca el Cisuraliense (Pérmico inferior).

## Discusión
Clasificaciones más recientes incluyen Boultonia en la superfamilia Schubertelloidea, y en la subclase Fusulinana de la clase Fusulinata.

## Clasificación
Se han descrito numerosas especies de Boultonia. Entre las especies más interesantes o más conocidas destacan:
- Boultonia willsi

Un listado completo de las especies descritas en el género Boultonia puede verse en el siguiente anexo.